# Quatuor à cordes no 2 de Bloch
Pour les articles homonymes, voir Quatuor à cordes no 2.
Le Quatuor à cordes no 2 est composé entre 1940 et 1945 par Ernest Bloch à Agate Beach.
Il a été créé par le Quatuor Griller le 9 octobre 1946 à Londres, puis à Radio Genève le 17 janvier 1948 par le Quatuor Végh et le 3 novembre 1983 à la Salle Gaveau à Paris par le Quatuor Delmé.

## Structure
Le quatuor comporte quatre mouvements et dure environ 33 minutes.
1. Moderato
2. Presto
3. Andante
4. Allegro molto - Passacaille (deciso)